# Meizu M8
Meizu M8 är en mobiltelefon från det kinesiska elektronikföretaget Meizu. Meizu M8 ses ofta som en Iphoneklon på grund av dess liknande design och funktioner. Mobilen släpptes i början av 2009 men Meizu hade redan publicerat sina planer om mobilen år 2007. M8 kör ett operativsystem baserat på Microsoft Windows CE 6, fast med ett modifierat gränssnitt, och både Meizu och hackare försöker få Android OS till mobilen.